# Troglohyphantes fagei
Troglohyphantes fagei är en spindelart som beskrevs av Roewer 1931. Troglohyphantes fagei ingår i släktet Troglohyphantes och familjen täckvävarspindlar. Inga underarter finns listade i Catalogue of Life.